# Cinnyris coquerellii
El suimanga de Mayotte (Cinnyris coquerellii) es una especie de ave paseriforme de la familia Nectariniidae.

## Distribución y hábitat
Es endémica de Mayotte e islotes de los alrededores en el sudeste de las Comoras. Su hábitat natural son los bosques húmedos de las tierras bajas subtropicales o tropicales.
Son aves paseriformes muy pequeñas que se alimentan abundantemente de néctar, aunque también atrapan insectos, especialmente cuando alimentan sus crías. El vuelo con sus alas cortas es rápido y directo.